# Ácido polimetacrílico
El ácido poli(metacrílico) (PMAA) es un polímero hecho a partir de ácido metacrílico.  Es soluble en agua, metanol y disoluciones acuosas alcalinas. A menudo se dispone de él en la forma de sal sódica.
Tanto el ácido poliacrílico como el polimetacrílico existen como homopolímeros y son usados extensamente como dispersantes y adhesivos. Ambos tienen un limitado uso como plásticos debido a su solubilidad en agua y a su comportamiento como polielectrolito. Los copolímeros también son usados en aplicaciones especiales.